# Лудвиг Голдбрунер
Лудвиг Голдбрунер (5. март 1908 — 26. септембар 1981) је био немачки фудбалер. Почео је да игра за свој матични клуб Бајерн Минхен 1927. године, са којим је освојио немачко првенство 1932. године.
Голдбрунер је играо као штопер 39 пута за немачку репрезентацију између 1933. и 1940. године. Играо је на Светском првенству у Француској 1938. године, али се одмах повукао из репрезентације након пораза од Швајцарске резултатом 4:2. Такође је био део немачке репрезентације на Летњим олимпијским играма 1936. године.